# Wenigemarkt

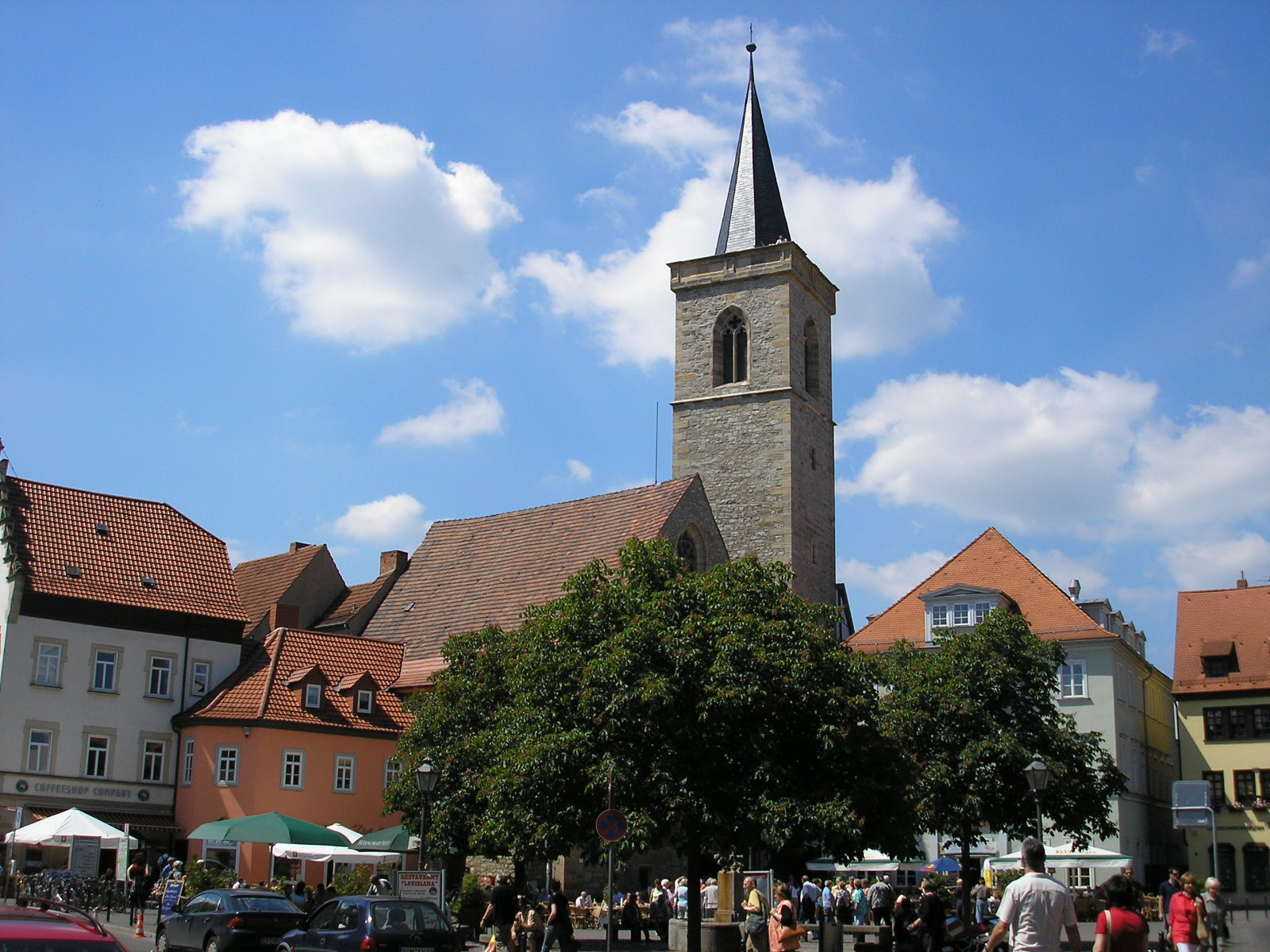
Blick über den Wenigemarkt zur Ägidienkirche

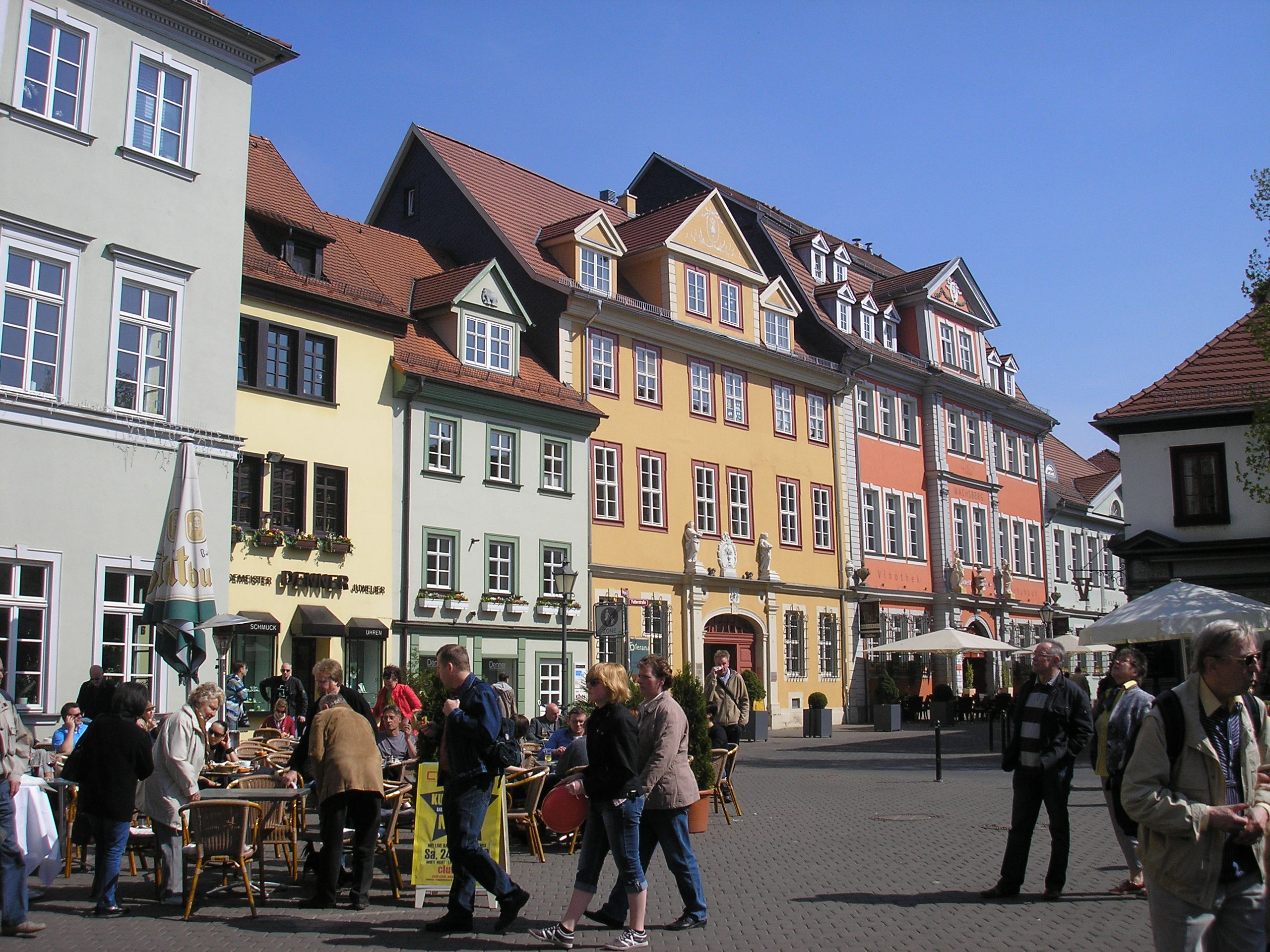
Die Bebauung der Nordseite des Platzes

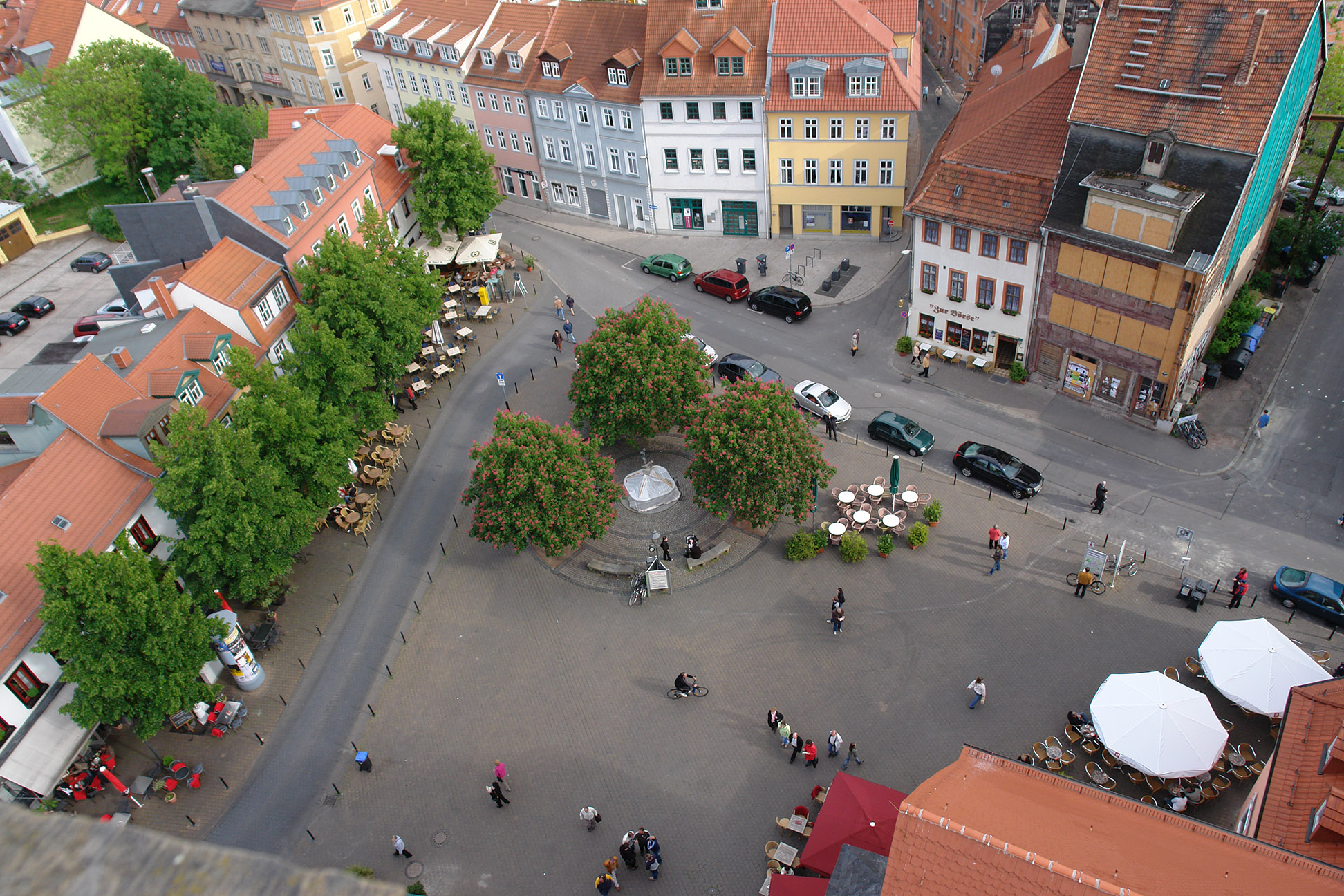
Blick vom Kirchturm auf den Marktplatz

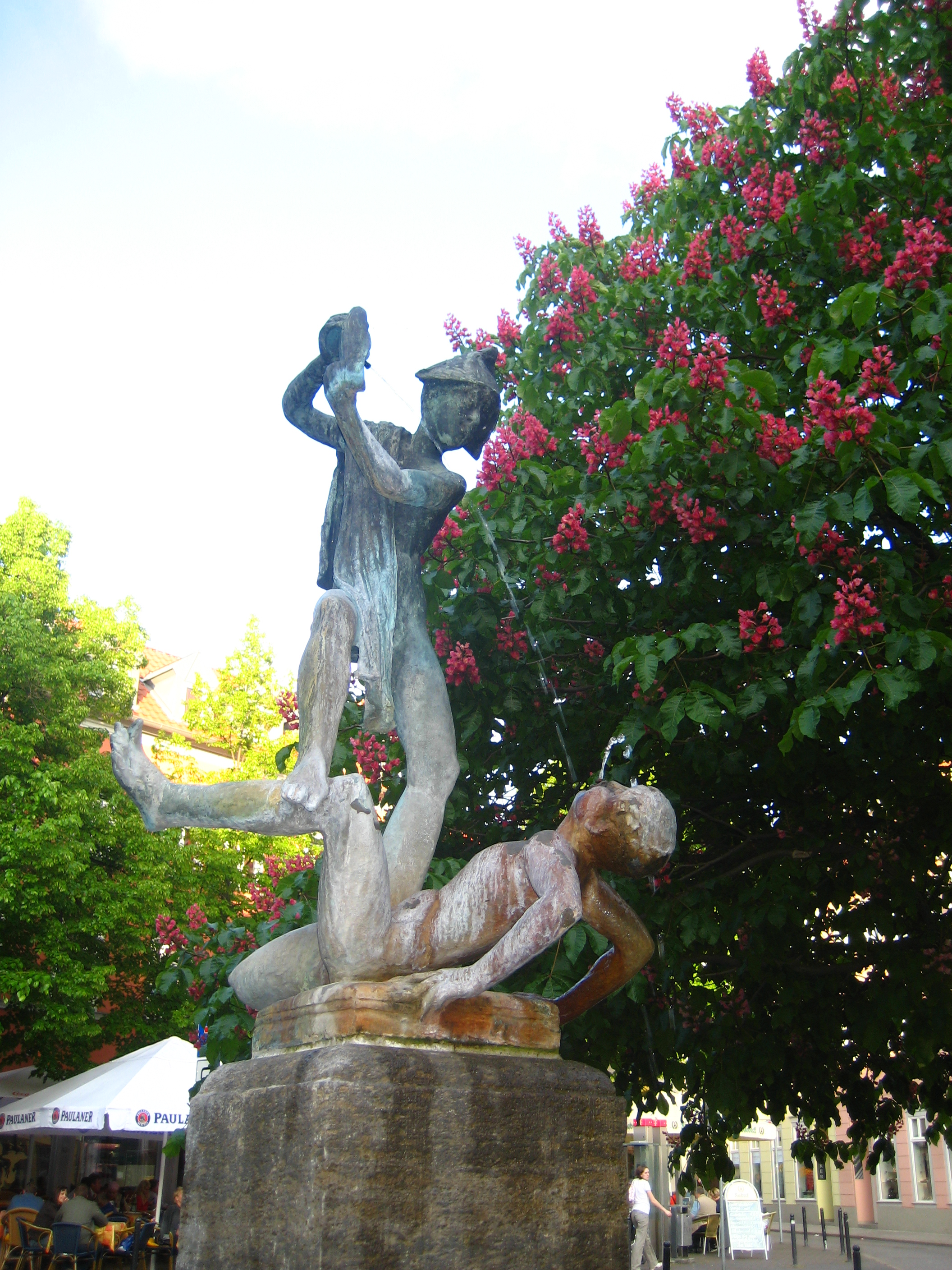
Brunnen mit Bronzeskulptur „Raufende Knaben“

Der Wenigemarkt ist ein kleiner Marktplatz in der Altstadt von Erfurt. Er liegt am östlichen Ende der Krämerbrücke. 

## Anlage
Der Wenigemarkt ist eine unregelmäßige, dreieckige Anlage von rund 60 Metern Seitenlänge. Damit hat der Wenigemarkt eine ähnliche Größe wie der benachbarte Fischmarkt auf der anderen Seite der Gera. Die Haupthandelsstraße des Wenigemarkts verlief in West-Ost-Richtung vom Fischmarkt kommend durch die Gera-Furt im Bereich der heutigen Krämerbrücke durch die Futterstraße zur Johannesstraße. Die anderen anliegenden Gassen, namentlich die Gotthardtstraße nach Norden, die Meienbergstraße nach Osten, die Pilse nach Südosten und die Kürschnergasse nach Südwesten haben demgegenüber nur untergeordnete Bedeutung. 1895 kam als letzte Straße die Rathausbrücke parallel zur Krämerbrücke hinzu. Heute ist der größte Teil des Wenigemarkts Fußgängerbereich; lediglich am östlichen und südlichen Rand verlaufen verkehrsberuhigte Straßen.
Im südöstlichen Bereich des Platzes steht ein Brunnen, der von der Bronzeskulptur Raufende Knaben gekrönt wird. Sie wurde 1975/76 von dem Magdeburger Bildhauer Heinrich Apel geschaffen und 1990 an ihren jetzigen Standort umgesetzt.
Geprägt wird der Wenigemarkt durch seine im Vergleich zu anderen Erfurter Plätzen niedrige und alte Randbebauung. Zahlreiche Cafés und Restaurants machen den Wenigemarkt heute vor allem zu einem touristischen „Kneipenviertel“. Prägendes Gebäude des Wenigemarkts ist die Ägidienkirche an seinem westlichen Rand, die zugleich die östliche Brückenkopfkirche der Krämerbrücke ist.

## Geschichte
Der Wenigemarkt tauchte erstmals 1217 in einer Urkunde auf. Ein Handelsplatz bestand hier jedoch wahrscheinlich schon seit dem 11. Jahrhundert. Zunächst war der Platz ein Markt der Kaufmannssiedlung östlich der Gera. Seinen Namen erhielt er in Abgrenzung zum Domplatz, dem „großen Markt“ Erfurts. Im Laufe des Mittelalters erlebte der Markt einen Niedergang, da sich der Handel zum einen auf andere Plätze und zum anderen in feste Läden in Gebäuden verlagerte. So wurde bald nur noch mit lokalen Gütern wie etwa Getreide auf dem Markt gehandelt, jedoch nicht mehr mit hochwertigen oder Fernhandelsgütern.